# Rainha Santa
Rainha Santa (em castelhano:  Reina Santa) é um filme luso-espanhol do género drama histórico, realizado por Henrique Campos, Aníbal Contreiras e Rafael Gil. Estreou-se em Portugal no Teatro Tivoli a 15 de setembro de 1947, e nos cinemas a 2 de novembro de 1949.

## Elenco
- Alfonso de Córdoba como Juan
- Amilio García Ruiz como Infante D. Pedro
- António Vilar como D. Dinis
- Barreto Poeira como Escudeiro Álvaro
- Carmen Sánchez como Dona Constança
- Elvira Leal
- Félix Fernandez como Barredo
- Fernando Fernández de Córdoba como D. Pedro III de Aragão
- Fernando Fresno como Físico
- Fernando Rey como Infante D. Afonso
- Francisco Hernández como Vilafranca
- Gabriel Algara como João Velho
- Joaquín Pujol
- Joaquina Almanche como Maria de Molina
- José Franco como Froilas
- José Jaspe como Estêvão
- José Nieto como Conselheiro Vasco Peres
- José Prada como Martin Gil
- Juan Espantaleón como Frey Pedro
- Julieta Castelo como Dona Maria Ximenez
- Julio F. Alymán
- Julio Peña
- Luis Peña como Pagem Nuno de Lara
- Luisa España como Isabel (criança)
- Manrique Gil como D. João Manuel
- Manuel Guitián como Ramiro
- Maria Martín
- Maruchi Fresno como D. Isabel de Aragão
- María Asquerino como Leonor
- Mercedes Castellanos como Maria
- Mery Martin como Blanca
- Milagros Leal como Dona Betaza
- Rafael Luis Calvo como Fernando Ayres
- Santiago Rivero
- Virgílio Teixeira como Afonso Sanchez